# Druhá vláda Michaela Kretschmera
Druhá vláda Michaela Kretschmera byla zemská vláda Svobodného státu Sasko pro období let 2019–2024, která vzešla z voleb do Saského zemského sněmu v roce 2019. Byla jmenována 20. prosince 2019 a tvořila ji koalice CDU, Svazu 90/Zelených a SPD
Na 4. zasedání 7. Saského zemského sněmu dne 20. prosince 2019 byl ministerským předsedou znovu zvolen Michael Kretschmer, úřadující od roku 2017. Pro jeho zvolení hlasovalo 61, proti pak 57 ze 118 přítomných poslanců. Proti jeho zvolení hlasovalo nejméně 5 koaličních poslanců.

## Členové zemské vlády
| Úřad                                                                   | Foto | Jméno                                 | Strana | Strana         |
| ---------------------------------------------------------------------- | ---- | ------------------------------------- | ------ | -------------- |
| Předseda vlády                                                         |      | Michael Kretschmer                    |        | CDU            |
| 1. místopředseda vlády                                                 |      | Wolfram Günther                       |        | Svaz 90/Zelení |
| Ministr pro energie, ochranu klimatu, životní prostřední a zemědělství |      | Wolfram Günther                       |        | Svaz 90/Zelení |
| 2. místopředseda vlády                                                 |      | Martin Dulig                          |        | SPD            |
| Ministr pro hospodářství, práci a dopravu                              |      | Martin Dulig                          |        | SPD            |
| Ministr vnitra                                                         |      | Roland Wöller (do 22. dubna 2022)     |        | CDU            |
| Ministr vnitra                                                         |      | Armin Schuster (od 25. dubna 2022)    |        | CDU            |
| Ministr financí                                                        |      | Hartmut Vorjohann                     |        | CDU            |
| Ministryně spravedlnosti a pro demokracii, Evropu a rovnost            |      | Katja Meierová                        |        | Svaz 90/Zelení |
| Ministr školství                                                       |      | Christian Piwarz                      |        | CDU            |
| Ministr pro vědu                                                       |      | Sebastian Gemkow                      |        | CDU            |
| Ministryně pro kulturu a turismus                                      |      | Barbara Klepschová                    |        | CDU            |
| Ministryně sociálních věcí a sociální soudržnosti                      |      | Petra Köppingová                      |        | SPD            |
| Ministr pro regionální rozvoj                                          |      | Thomas Schmidt                        |        | CDU            |
| Vedoucí státní kanceláře a ministr pro spolkové záležitosti a média    |      | Oliver Schenk (do 15. července 2024)  |        | CDU            |
| Vedoucí státní kanceláře a ministr pro spolkové záležitosti a média    |      | Conrad Clemens (od 16. července 2024) |        | CDU            |